# Anobilia luteimaculata
Anobilia luteimaculata är en insektsart som beskrevs av William D. Funkhouser. Anobilia luteimaculata ingår i släktet Anobilia och familjen hornstritar. Inga underarter finns listade i Catalogue of Life.